# Cataprosopus
Cataprosopus is een geslacht van vlinders van de familie snuitmotten (Pyralidae), uit de onderfamilie Galleriinae.

## Soorten
- C. chalybopicta Warren, 1896
- C. chapalis Joannis, 1929
- C. melli Caradja, 1933
- C. monstrosus Butler, 1881